# 陳瑀涵
陳瑀涵（1984年2月18日—），台灣人，畢業於中國文化大學中國戲劇系，2004年參加台灣中華港都小姐比賽獲得冠軍。2006年參加亞洲小姐競選台灣賽區並奪得亞軍，2006年代表台灣參選於澳門舉辦的亞洲小姐競選，以豐滿上圍成香港媒體的焦點及惹來內地佳麗的冷嘲熱諷，雖然是該屆「風頭躉」，但是於總決賽只晉身前八強最後三甲不入，落選後返回台灣繼續大學課程。
落選亞姐競選之後的數年曾經一度被封為「林志玲接班人」，可是被林志玲本人於香港做宣傳工作時不屑一顧表示「我根本不知道她是誰」，而台灣媒體也認為陳瑀涵在「發夢」。
2008年10月，內地網站指出陳瑀涵進軍日本演藝界，並聲稱日本媒體將其英文名寫作ベラ・チェン（Perra Chen），最後進展無下文。

## 獎項
- 2004年台灣中華港都小姐冠軍
- 2006年亞洲小姐台灣賽區亞軍 選手編號⒀
- 2006年亞洲小姐香港總決賽八強  選手編號⑨

## 音樂作品

### 單曲
- 2007年8月14日 《Lover陳瑀涵》

### EP
- 2007年11月14日 首張EP《禮物》

## 外部連結
- 陳瑀涵個人新浪BLOG （页面存档备份，存于）